# Union sportive Boulogne Côte d'Opale
Pour les articles homonymes, voir Opale (homonymie).
 (juillet 2025).
Maillots
Actualités
Dernière mise à jour : 7 août 2025.
L'Union sportive Boulogne Côte d'Opale, couramment abrégé en US Boulogne, est un club de football français fondé en 1898 et situé à Boulogne-sur-Mer dans le Pas-de-Calais.
Le club évolue en Ligue 2, deuxième division du football français, depuis 2025. Le 15 juillet 2025, après la rétrogradation de l'AC Ajaccio, l'USBCO est promu en Ligue 2.

## Histoire

### Débuts (1898 à 1939)
L'Union sportive Boulonnaise voit le jour en décembre 1898 et se tourne rapidement vers la pratique exclusive du football. Elle remporte les titres de champion maritime en 1900, 1903, 1904, 1905, 1906, 1907, 1908, 1909 et 1922, et termine ex æquo avec le RC Roubaix, à la première place du championnat du Nord lors de la saison 1925-1926. 
En Coupe de France, Boulogne atteint les quarts de finale en 1929 et les huitièmes en 1925, 1928 et 1931. 
Entre 1907 et 1925, l'USB fournit quelques joueurs à l'équipe de France, ils sont six au total : Georges Bon, Maurice Tilliette, Paul Mathaux, les frères Alexis Mony et Pierre Mony, ainsi que Louis Bloquel.
Sous la présidence de Marcel Lacroix, Boulogne accède au statut professionnel en 1935. L'USB participe au championnat de D2 jusqu'à la Seconde Guerre mondiale. En Coupe de France, Boulogne atteint les demi-finales en 1937 après avoir éliminé trois clubs de Division 1 : le FC Mulhouse, le RC Roubaix et le RC Paris. Le 4 avril 1937, Boulogne est éliminé sur le score de 6 buts à 0 par le FC Sochaux, au Parc des Princes.

### La deuxième division (1959 à 1979)
Sous la direction du président Pierre Wattez, Boulogne est admis en Division 2 en 1959 après une tentative infructueuse en 1957. 
Au début de la saison 1969/1970, l'Union Sportive Boulonnaise (USB) devient l'Union Sportive du Grand Boulogne (USGB). Au cours de deux décennies dans l'antichambre de l'élite, Boulogne réalise sa meilleure saison en 1972-1973 en se classant à la deuxième place du groupe A. Il rencontre alors l'AS Monaco en barrages pour l'accession en première division. Si le match aller est serré (2-2), Monaco s'impose très largement au match retour (8-1).
Le club se maintient en Division 2 jusqu'en 1979.

### Retour aux niveaux amateurs (1979 à 2007)
Le club chute en Division 3 en 1979, descend en Division 4 la saison suivante, puis se retrouve en Division d'Honneur en 1982. Robert Sénéchal prend les rênes du club et stabilise le club en Division 4 de 1983 à 1991. 
Le club fait une brève apparition en Division 3 (1991-1993) mais retombe ensuite à un niveau inférieur.
En 1994, le club se trouve au bord du dépôt de bilan. Cependant, Jean Muselet, maire de Boulogne-sur-Mer, injecte personnellement un million de francs. À la suite de ce sauvetage, Jacques Wattez prend la présidence du club. Sous sa direction, le club adopte le nom de l'Union Sportive Boulogne Côte d'Opale en 1997. 
Les dernières dettes du club sont effacées grâce à la campagne de Coupe de France 1998, où plus de 8 000 spectateurs sont présents au stade de la Libération pour le match contre l'Olympique de Marseille en seizièmes de finale. Boulogne s'incline 1-0. 
La saison suivante, Boulogne célèbre son centenaire lors d’un match de gala contre le Liverpool FC de Gérard Houllier en 1999.
Boulogne est champion de France de CFA en 2005 et atteint la même année les quarts de finale de la coupe de France où il est éliminé par Auxerre sur une erreur d'arbitrage, qu'Alain Sars (l'arbitre de la rencontre) lui-même reconnaîtra. En effet, Boulogne mène 1-0 dans les arrêts de jeu, lorsqu'une faute grossière de Benjani sur Ménétrier, le portier boulonnais, n'est pas sifflée. Auxerre égalise sur le corner qui suit, et l'emportera aux prolongations.

### Retour en Ligue 2 et unique saison en Ligue 1 (2007 à 2010)
Deuxième de National en 2006-2007, Boulogne retrouve la Ligue 2 en 2007. Bien que le club ait obtenu sa promotion sur le terrain, le 26 juin 2007, la DNCG interdit au club boulonnais de s'engager en Ligue 2 et de recruter des joueurs en raison de problèmes financiers. Finalement, le 4 juillet, la DNCG donne son accord au club pour que celui-ci évolue en Ligue 2 pour la saison 2007/2008.
Après une saison éprouvante en Ligue 2, Boulogne assure son maintien lors de l'ultime journée de championnat.
Au cours de la saison suivante, le club enchaîne des résultats positifs et s’accroche aux premières places du classement.
Le dénouement intervient le 29 mai 2009, lorsque Boulogne-sur-Mer décroche sa première accession en Ligue 1 en battant l'Amiens SC. 
Boulogne ne reste finalement qu'une saison en Ligue 1 et retrouve la Ligue 2 à l’issue de la saison.

### Descente en Ligue 2 et retour au monde amateur (2010-2025)
De retour en Ligue 2, des débuts décevants poussent la direction à se séparer de Laurent Guyot. Le 30 décembre 2010, il est remplacé par Michel Estevan, ancien entraîneur d'Arles-Avignon.
Le 11 mai 2012, le club connaît une seconde rétrogradation en deux ans en raison d’une 19e place en Ligue 2. Le club file en National et retrouve les niveaux amateurs du football français.
Le club entame la saison 2012/2013 en National pour la première fois depuis 2007.
En 2015, Boulogne atteint les quarts de finale de la Coupe de France en affrontant l'AS Saint-Étienne, contre qui Boulogne perd aux tirs au but.
Après quasiment dix années au troisième échelon du football français, Boulogne est relégué en National 2 en 2022.
En 2024, après deux saisons passées en National 2 Boulogne est promu en National à trois journées de la fin et retrouve le National pour la saison 2024-2025.

### Retour en Ligue 2 et dans le monde professionnel (depuis 2025)
Troisième de National au terme de la saison 2024-2025, Boulogne s'incline lors des barrages aller de promotion face au seizième de Ligue 2, le Clermont Foot (défaite 1-3). Son succès 2 buts à 1 au match retour ne lui permet pas de combler son retard. Néanmoins, l'USBCO retrouve tout de même la Ligue 2 pour la saison 2025-2026 suite à la rétrogradation administrative d'Ajaccio en National par la DNCG, une première depuis la saison 2011-2012.

## Résultats sportifs

### Palmarès
Le tableau suivant liste le palmarès et les meilleures performances de l'US Boulogne dans les différentes compétitions officielles.
| Compétitions nationales | Compétitions régionales                        |
| --- | ---------------------------------------------- |
| - Championnat de France D2 - Meilleure performance : 3e en 2009 - Championnat de France de National (D3) - Vice-champion : 2007 - Championnat de France amateur (CFA) / National 2 (D4) - Champion : 2005 - Vainqueur de groupe : 2001, 2005 et 2024 Coupes - Coupe de France - Meilleure performance : demi-finale en 1937 - Coupe de la Ligue - Meilleure performance : 8e de finale en 2011 | - Division d'Honneur du Nord - Champion : 1983 |

### Trophées individuels
- Meilleur buteur
  - Championnat de France de deuxième division (L2)
    - 1939 :  Harold Newell (39 buts)
    - 1971 :   Yves Triantafilos (20 buts)
    - 2009 :  Grégory Thil (18 buts)

  - Championnat de France National (D3)
    - 2006 :  Jawad El Hajri (23 buts)
    - 2007 :  Grégory Thil (31 buts) record
- Meilleur joueur
  - Championnat de France National
    - 2013 :  N'Golo Kanté
- Meilleur entraîneur
  - Championnat de France de Ligue 2
    - 2009 :  Philippe Montanier

## Identité

### Dénomination
|  |  | Union sportive boulonnaise 1898-1969             |  |  |  |  |  |  |  |
|  |  |                                                  |  |  |  |  |  |  |  |
|  |  | Union sportive du Grand Boulogne 1969-1997       |  |  |  |  |  |  |  |
|  |  |                                                  |  |  |  |  |  |  |  |
|  |  | Union sportive Boulogne Côte d'Opale Depuis 1997 |  |  |  |  |  |  |  |

### Logos

Avant 1969.
1969-1997
1997-2009
2009-2025
11 - 23 juin 2025
Depuis le 23 juin 2025

## Personnalités

### Présidents
Le tableau ci-dessous présente les différents présidents de l'US Boulogne.
| Nom                | Période   |
| ------------------ | --------- |
| Jacques Wattez     | 1994-2018 |
| Reinold Delattre   | 2018-2022 |
| Vincent Boutillier | 2022-     |

### Entraîneurs
Le tableau suivant liste tous les entraîneurs connus de l'US Boulogne Côte d'Opale depuis 1936.
| Nom                                     | Période   |
| --------------------------------------- | --------- |
| Blaud                                   | 1936-1937 |
| Ernest Payne                            | 1937-1939 |
| François Bourbotte                      | 1950-1956 |
| Jean Prouff                             | 1956-1958 |
| Roger Meerseman                         | 1959-1961 |
| Jean-Marie Prévost                      | 1961-1962 |
| André Cheuva                            | 1962-1966 |
| Angelo Grizzetti                        | 1966      |
| Angelo Grizzetti Ernest Schultz         | 1967      |
| Jean Laune                              | 1967-1968 |
| Jean Laune Ramon Muller                 | 1968-1969 |
| Jean Laune Ramon Muller Jean Aubert     | 1969      |
| Daniel Langrand André Pruvost (intérim) | 1969-1973 |
| Léon Deladerrière                       | 1973      |
| Jacques Favre                           | 1973-1974 |
| Célestin Oliver                         | 1974-1975 |

| Nom                                    | Période           |
| -------------------------------------- | ----------------- |
| Henri-Gérard Augustine                 | 1975              |
| Henri-Gérard Augustine Daniel Langrand | 1975-1976         |
| Daniel Langrand Antoine Essombé        | 1976-1979         |
| Antoine Essombé                        | 1979-1982         |
| Bernard Souilliez                      | 1982-1986         |
| Gilbert Zoonekynd                      | 1986-1988         |
| André Bodji                            | 1988-1989         |
| Edmond Baraffe                         | 1989-1990         |
| Bernard Souilliez                      | 1990-1992         |
| Richard Ellena                         | 1992-1994         |
| Pascal Langlois                        | 1994-1996         |
| Bruno Dupuis                           | 1996-1997         |
| Bruno Dupuis Alex Dupont               | 1997-1998         |
| Robert Dewilder                        | 1998-février 1999 |
| Bruno Dupuis                           | février 1999-2001 |

| Nom                | Période                    |
| ------------------ | -------------------------- |
| Jacky Colinet      | 2001-2003                  |
| Bobby Brown        | 2003-février 2004          |
| Bruno Dupuis       | février 2004-2004          |
| Philippe Montanier | 2004-2009                  |
| Laurent Guyot      | 2009-décembre 2010         |
| Michel Estevan     | décembre 2010-octobre 2011 |
| Pascal Plancque    | octobre 2011-2012          |
| Georges Tournay    | 2012-février 2013          |
| Pavle Vostanic     | février 2013-2013          |
| Stéphane Le Mignan | 2013- février 2016         |
| Alain Pochat       | février 2016-2017          |
| Olivier Frapolli   | 2017-2019                  |
| Laurent Guyot      | 2019-2021                  |
| Éric Chelle        | 2021-décembre2021          |
| Stéphane Jobard    | décembre 2021-2022         |
| Christophe Raymond | 2022-février 2023          |
| Fabien Dagneaux    | février 2023-              |

### Joueurs
| Rang | Nom             | Buts | Matchs | Carrière au club        |
| ---- | --------------- | ---- | ------ | ----------------------- |
| 1    | Grégory Thil    | 134  | 285    | 2005 - 2011 2015 - 2018 |
| 2    | Antoine Essombé | 62   | 107    | 1960 - 1964             |
| 3    | Bruno Dupuis    | 51   | 190    | 1971 - 1979             |
| 4    | Daniel Fuchs    | 48   | 102    | 1973 - 1974 1975 - 1977 |
| 5    | Lucien Bonnet   | 46   | 99     | 1960 - 1963             |

| Rang | Nom               | Matchs | Carrière au club        |
| ---- | ----------------- | ------ | ----------------------- |
| 1    | Grégory Thil      | 285    | 2005 - 2011 2015 - 2018 |
| 2    | Ian Bolton        | 241    | 1961 - 1970             |
| 3    | Guillaume Ducatel | 221    | 2000 - 2013             |
| 4    | Jean-Pierre Turci | 212    | 1959 - 1965 1967 - 1968 |
| 5    | Maurice Raspotnik | 201    | 1959 - 1966             |

Au cours de son histoire, le club boulonnais a compté dans ses rangs plusieurs joueurs qui ont marqué de leur empreinte l'histoire du club. L'attaquant français Grégory Thil est le joueur le plus capé sous le maillot de l'USBCO avec 285 apparitions suivi de près par le défenseur écossais Ian Bolton avec 241 apparitions. Au rayon des meilleurs buteurs, c'est encore l'attaquant français Grégory Thil qui occupe la première place avec 134 réalisations suivi de l'attaquant camerounais Antoine Essombé auteur de 62 réalisations sous le maillot boulonnais.
Harold Newell, international anglais, joue trois années à l'US boulonnaise, et est notamment meilleur buteur de la saison 1938-1939 de Division 2 avec 39 buts, ex aequo avec Fernand Planquès, et rejoint plus tard l'AS Saint-Étienne. Lucien Leduc, devenu par la suite international français, fait ses débuts professionnels au sein de l'US Boulonnaise en 1937 et y effectue 57 matchs pour 18 buts marqués,.
Ian Bolton, écossais, joue avec l'US boulonnaise durant toute sa carrière dans les années 1960, participant à 243 matchs avec les Rouges et Noirs. Joueur emblématique du Gwardia Varsovie, Ryszard Szymczak quitte le club pour rejoindre l'USG Boulogne en 1974 ; l'international polonais joue 77 matchs pour 24 buts inscrits avec le club nordiste qu'il quitte en janvier 1977 pour revenir dans son club précédent,. Le Camerounais Antoine Essombé surnommé "Douglas" arrive à l'US boulonnaise en 1960 avec mécontentement, parce qu'il visait Angers et le RC Paris. Toutefois, il s'adapte rapidement au club nordiste grâce à l'accueil convivial qui lui est réservé. Avec son physique impressionnant, l'attaquant devient l'un des plus grands buteurs du club avec 58 réalisations en 97 matchs de championnat de 1960 à 1963. Il est ensuite victime d'un très grave accident de la route qui le plonge dans le coma ; quand il se réveille, le président Pierre Wattez lui tient la main. Il quitte le club en 1964, alors qu'il n'est « plus le même ». Très attaché à la formation boulonnaise ainsi qu'à sa ville, il y revient de 1976 à 1982 en tant qu'entraîneur.
Robert Dewilder, finaliste de la Coupe de France en 1967 avec le FC Sochaux, signe son premier contrat professionnel à l'US Boulogne, en 1962 ; il repasse par le club lors de la saison 1988-1989 en tant qu'entraîneur. Philippe Brunel, natif de Boulogne-sur-Mer fait ses débuts avec l'USBCO lors de la saison 1990-1991, alors que le club évolue en Division 3.

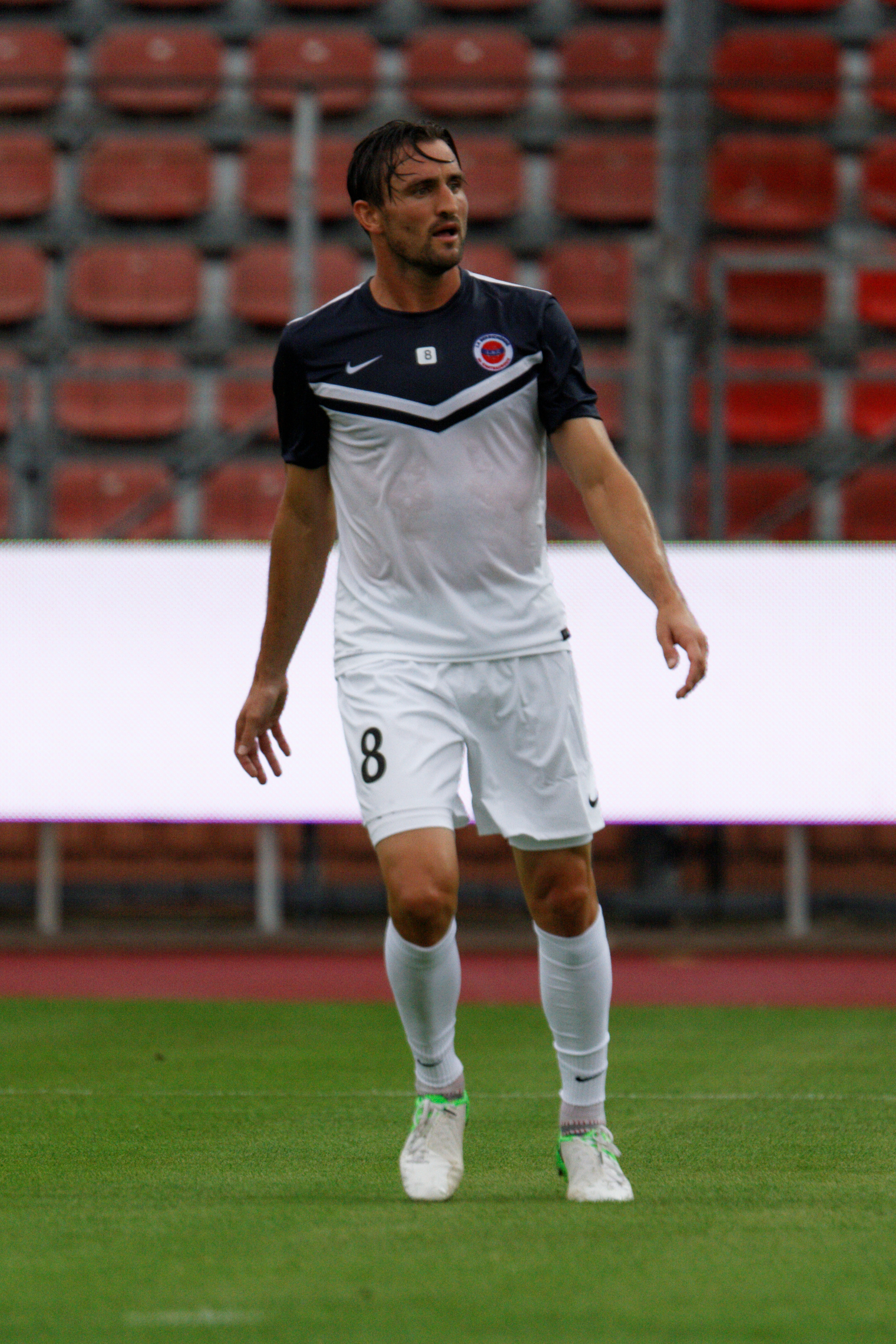
Grégory Thil est le meilleur buteur de l'histoire de l'USBCO avec 106 buts inscrits.

Franck Ribéry, né à Boulogne-sur-Mer en 1983, évolue sous les couleurs de l'USBCO de 1999 à 2002. Avec un « don du dribble » perçu par son entraîneur, le jeune attaquant touche 150 euros par mois. Peu à peu, il s'impose comme un titulaire au sein de l'équipe nordiste. En 2002, il quitte sa région natale après n'avoir pu trouver d'accord avec ses dirigeants pour une augmentation de salaire. Parti ensuite vers d'autres clubs plus prestigieux et devenu international français, l'attaquant reste toujours attaché à l'USBCO et sa ville, dans laquelle il vient trois ou quatre fois par an, voir notamment sa famille, toujours supporters du club nordiste. Selon Serge Legroux, directeur d'une école où est passé Ribéry, l'international français est « un formidable exemple aux enfants qui rêvent de devenir professionnels. ». En hommage à lui et à son passage dans le club, les dirigeants boulonnais inaugurent à la fin des années 2000, une tribune Franck-Ribéry, au sein du Stade de la Libération,.
Guillaume Ducatel, ancien joueur de l'ES Wasquehal, rejoint l'USBCO en 2000 ; le milieu de terrain passe la grande majorité de sa carrière dans le club nordiste, en mettant fin à sa carrière de joueur en 2013, ayant été l'un des membres de l'équipe boulonnaise ayant joué en Ligue 1,. Anthony Lecointe a également passé une grande partie de sa carrière chez les Rouges et Noirs, avec lequel il vit la période dorée du club, à la fin des années 2000 ; il évolue ainsi avec l'USBCO de 2003 à 2012, année durant laquelle il signe chez le rival dunkerquois,.
Formé à Beauvais, Grégory Thil termine meilleur buteur de CFA avant de débarquer en 2005 à l’USBCO alors en National. Lors de sa première saison, il est associé au marocain Jawad El Hajri en attaque. Meilleur buteur de CFA lors de la saison 2004-2005 avec l’USBCO, Jawad El Hajri récidive la saison suivante en National avec un total de 23 réalisations. À la suite du départ d'El Hajri pour Brest, Thil devient le leader de l'attaque de l'US Boulogne. Auteur d'une remarquable saison 2006-2007, l'attaquant né à Creil participe grandement à la montée de Boulogne en Ligue 2. Il termine meilleur buteur du National et bat le record de but en une saison (31 en 38 matchs). Le précédent record appartenait à Jacques Rémy auteur de 22 buts avec Martigues lors de la saison 1999-2000 et à son ancien coéquipier Jawad El Hajri auteur de 23 buts avec l'USBCO lors de la saison 2005-2006.

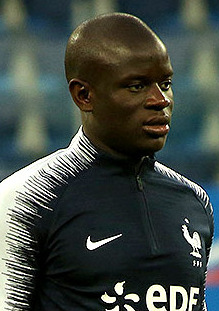
L'international français N'Golo Kanté commence sa carrière professionnelle en Ligue 2 à l'USBCO.

Damien Marcq, natif de Boulogne-sur-Mer, est un pur produit du centre de formation des Rouges et Noirs où il fait toutes ses classes. Le milieu défensif nordiste intègre l'équipe première en 2006 à l'âge de 17 ans alors que l'équipe évolue en National. Il occupe une place prépondérante dans la réussite du club permettant la montée historique de l'USBCO en Ligue 1 en 2009. Devenu capitaine de l'équipe première à la suite de la blessure de Grégory Thil, il quitte le club en juin 2010 pour le Stade Malherbe de Caen en échange d'une indemnité d'environ trois millions d'euros.
Le défenseur central Damien Perrinelle joue plus de 180 matchs entre 2006 et 2010 sous les couleurs de l'USBCO, et, bien qu'ayant vécu la promotion en L1, garde pour meilleur souvenir avec le club nordiste le maintien à l'issue de la saison 2007-2008,. Son coéquipier Johann Ramaré, repéré par Philippe Montanier[Quand ?], joue 138 matchs sous les couleurs rouges et noires avant d'être laissé libre en 2010,.
Alors jeune joueur au SC Dakar, Zargo Touré est repéré lors du match international des moins de 19 ans Sénégal-Nigeria[Quand ?] par le président de l'USBCO, Jacques Wattez, et son conseiller Jean-Luc Lamarche. Invité à passer un essai à l’USBCO, il signe dans la foulée de son essai concluant un contrat professionnel de 3 ans. Le défenseur sénégalais évoluera sous les couleurs boulonnaises entre 2008 et 2013 et disputera 125 rencontres pour 2 buts inscrits.
Le milieu franco-malien N'Golo Kanté a été repéré en PH à la JS Suresnes par l'US Boulogne où il signe un contrat amateur en 2010 et joue alors pour l'équipe B en CFA 2. Lors de la relégation de l'équipe première en National en 2012, il s'y impose comme titulaire indiscutable au milieu de terrain. Révélation du National, il s'engagera par la suite avec le SM Caen en Ligue 2.

## Stades
L'USBCO Évolue au stade de la libération.
À sa création en 1898, l'US Boulogne évolue provisoirement sur un terrain place de Capécure. Dès 1901, le club joue ses matchs au stade du Moulin Wibert, situé sur la route menant à Wimereux, au niveau du croisement du boulevard Sainte-Beuve et de la route de Terlincthun.
En 1957, l'US Boulogne s'installe au Stade de la Libération (officiellement stade Léo Lagrange), tout nouvellement construit, en plein cœur de la cité portuaire. De nombreux travaux sont imposés pour atteindre les minima requis pour la Ligue 2, la montée en Ligue 1 nécessitera des investissements supplémentaires.

## Aspects juridiques et économiques

### Siège et affiliation
Le siège social de l'Union sportive Boulogne Côte d'Opale est localisé au complexe sportif de la Waroquerie, à Boulogne-sur-Mer. Le club est affilié à la FFF sous le numéro 500077. Le club est une société anonyme sportive professionnelle (SASP).

### Éléments comptables
Le tableau ci-dessous résume les différents budgets prévisionnels du club boulonnais saison après saison.
| Saison | 2008-2009 | 2009-2010 | 2010-2011 | 2011-2012 | 2012-2013 | 2013-2014 | 2014-2015 | 2015-2016 | 2016-2017 |
| Budget | 8 M€      | 20 M€     | 11,6 M€   | 9,5 M€    | 4,8 M€    | 2 M€      | 4,6 M€    | 2,2 M€    | 2,1 M€    |
| Saison | 2017-2018 | 2018-2019 | 2019-2020 | 2020-2021 | 2021-2022 | 2022-2023 | 2023-2024 | 2024-2025 | 2025-2026 |
| Budget | 2,5 M€    | 3 M€      | 2,5 M€    | NC        | NC        | NC        | NC        | 3 M€      | 6,5 M€    |

### Sponsors et équipementiers
Lotto équipa l'USBCO au début des années 2000, puis Hummel équipa le club jusqu'en 2007.
Entre 2007 et 2012, c'est Uhlsport qui fut l'équipementier de l'USBCO.
De 2012 à 2019, Patrick fut l'équipementier de l'USBCO.
De 2019 a 2025, Puma fut l'équipementier de l'USBCO.
Depuis 2025, Jako est l'équipementier de l'USBCO.
L'USBCO eut beaucoup de sponsors au cours de son existence, entre autres : Nord Construction Nouvelle (NCN) Nausicaa, le casino de Boulogne-sur-Mer, Auchan, le port de Boulogne-sur-Mer, Carcept Prev, Veolia, le conseil départemental du Pas-de-Calais, Rabot Dutilleul, la région Hauts-de-France et Intersport.
Depuis 2025, le sponsor principal de l'USBCO est Maxi Groupe.

## Supporters
L'US Boulogne dispose actuellement de trois groupes de supporters, qui sont : Boulogne Fans 1898 (ex Bolonia 1898), Les Margats de la Libé, Supp'Rouge et Noir (précédemment Supp'Cheminots).
Les anciens groupes de supporters les plus notables sont "Les Corsaires" (puis "Les Ch'tis Boulonnais"), et les "Ultras Boulonnais".